# Back on the Right Track
Back on the Right Track è il nono album in studio del gruppo soul-funk statunitense Sly & the Family Stone, pubblicato nel 1979.

## Tracce
Lato A
1. Remember Who You Are
2. Back On The Right Track
3. If It's Not Addin' Up...
4. The Same Thing (Makes You Laugh, Makes You Cry)

Lato B
1. Shine It On
2. It Takes All Kinds
3. Who's To Say
4. Sheer Energy